# Seini
Seini é uma cidade (oraș) da Romênia com 9.439 habitantes, localizada no județ (distrito) de Maramureș.